# Дон Жуан (поэма Байрона)
«Дон Жуан» (англ. Don Juan) — поэма Джорджа Гордона Байрона, разными источниками характеризуемая как эпическая или сатирическая. Поэма публиковалась отдельными частями с 1819 по 1824 год и осталась неоконченной к моменту смерти автора. В общей сложности Байроном были завершены свыше 16 тысяч стансов в 17 песнях, написанных октавами. Произведение, начатое как «поэма в стиле „Беппо“», переросло первоначальный авторский замысел, превратившись в монументальную сатиру на тему европейской личности и общества.

## Сюжет
Хотя в первых строках произведения Байрон объявляет, что ему нужен герой, его Жуан — фигура энергичная, но обстоятельства, в которых он оказывается на протяжении поэмы, обычно от него не зависят. Поэма начинается с детских лет Жуана в Испании, где он вырастает из «шкодливой обезьянки» в наивного юношу, у которого завязывается роман с замужней зрелой женщиной. Когда их любовная связь становится достоянием гласности, Жуана отправляют в морское путешествие, а его любовницу Джулию — в монастырь. В первых шести песнях Жуан, отплыв из Испании, терпит кораблекрушение, становится свидетелем людоедства в спасательной шлюпке, оказывается выброшен без сознания на греческий остров и спасён дочерью пирата, которая становится его следующей возлюбленной. Затем его продают в рабство, где в гареме султанши его переодевают в женское платье. В дальнейшем Жуан присоединяется к русским войскам, с которыми героически штурмует турецкую крепость, в процессе спасая от смерти девушку-турчанку. Затем он попадает ко двору Екатерины II, становясь любовником-фаворитом русской императрицы. В последних песнях Жуан предстаёт как дипломат в Лондоне (куда его отправила Екатерина из-за болезни и рекомендации врачей сменить климат). В этой части поэмы герой вращается в английских аристократических кругах, где центральными событиями жизни стали флирт и адюльтер. Последняя оконченная песнь завершается сценой, где в комнату Жуана проникает герцогиня в монашеской рясе.

## История создания и публикации
В 1817 году Байрон создал небольшую «итальянскую» поэму «Беппо. Венецианская повесть», написанную октавами. Поэма знаменовала собой поворот от трагического мироощущения написанного ранее «Гяура» к более легкомысленному, шутливому стилю. Произведение оказалось популярным, и в сентябре 1818 года Байрон начал работать над новой «поэмой в стиле и манере „Беппо“, вдохновлённой успехом последней» (англ. a poem in the style and manner of Beppo, encouraged by the success of the same). Эта новая поэма, «Дон Жуан», однако, быстро переросла первоначальный авторский замысел.

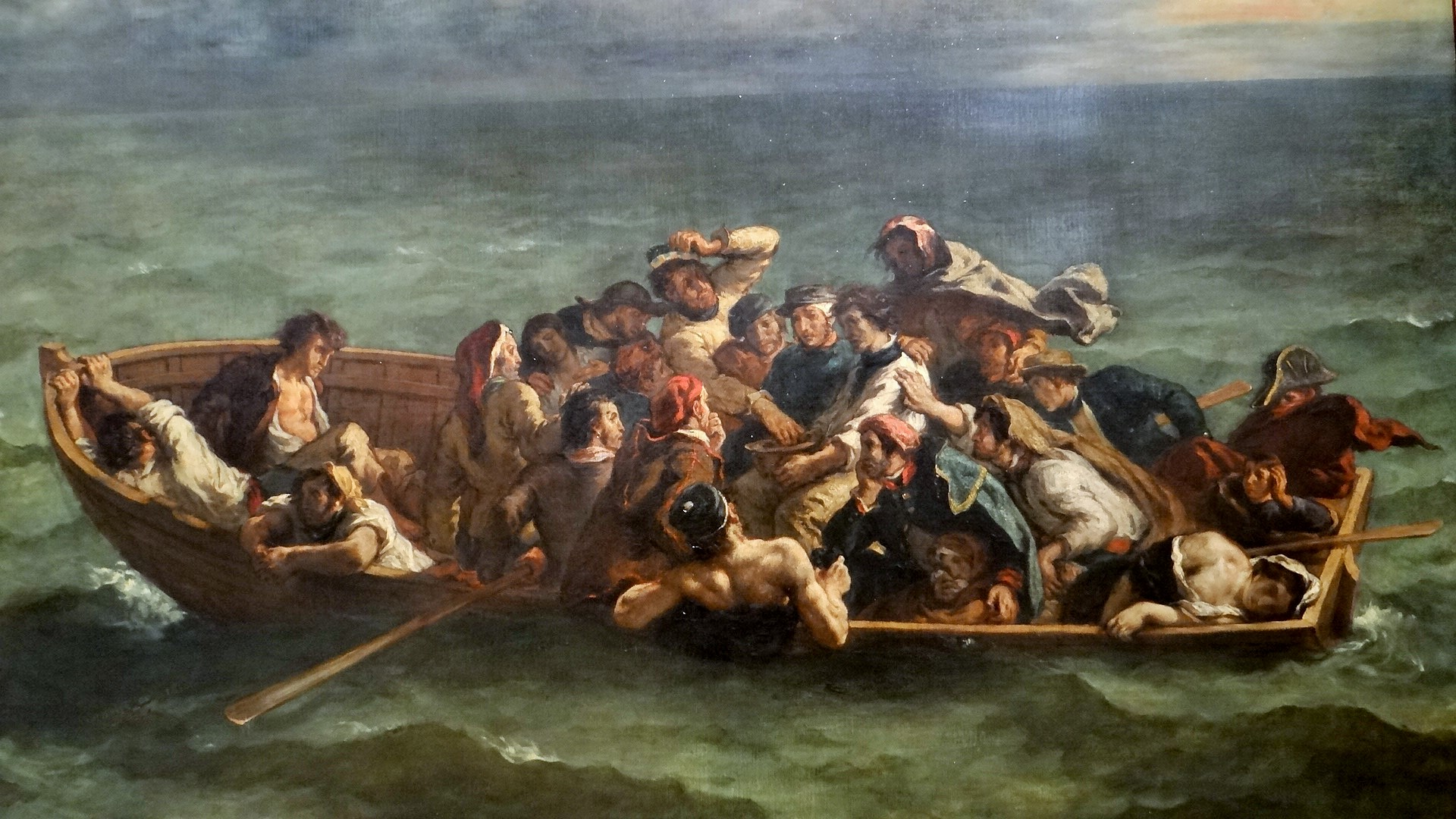
Эжен Делакруа. Кораблекрушение Дон Жуана (1840)

Первые две песни «Дон Жуана» вышли в свет 15 июля 1819 года. В этой публикации отсутствуют имена автора и издателя (которым был Джон Мюррей), и она была воспринята читателями и современными Байрону поэтами неоднозначно. Её язык и образы многие сочли неподходящими для чтения женщинами, а Уильям Вордсворт даже заявил, что эта поэма нанесёт больше вреда английскому духу, чем любая другая. Тем не менее новая поэма быстро завоевала интерес читателей, и три тысячи экземпляров авторизованного дешёвого издания были распроданы в считанные месяцы. Издателю пришлось выпускать дополнительный тираж, а на рынке стали появляться пиратские копии. Отношение поэтических кругов к «Дон Жуану» стало меняться после выхода в 1821 году следующей пары песней, удостоившейся восторженного отзыва в том числе от Перси Шелли. Он заявил, что это произведение ставит Байрона намного выше всех поэтов современности и каждое слово «несёт на себе печать бессмертия».
Публикацию дальнейших песней осуществлял уже новый издатель — Джон Хант, бывший более либеральным, нежели Мюррей, и более склонным к рискованным решениям. В частности, выпады против герцога Веллингтона, которые Мюррей исключил из третьей песни, Хант счёл возможным включить в девятую. Песни с 11-й по 14-ю вышли в 1823 году, а на следующий год были опубликованы 15-я и 16-я. 17-я песнь осталась незавершённой, и в багаже Байрона, умершего весной 1824 года в Миссолонги, были обнаружены ещё 14 написанных стансов. Неизвестно, какого объёма достигла бы поэма, если бы не ранняя смерть автора, но литературоведы Гарольд Блум и Лайонел Триллинг называют её «неоконченной и неоканчиваемой» (англ. unfinished and unfinishable), предполагая, что Байрон мог бы продолжать писать её бесконечно долго.

## Художественные особенности

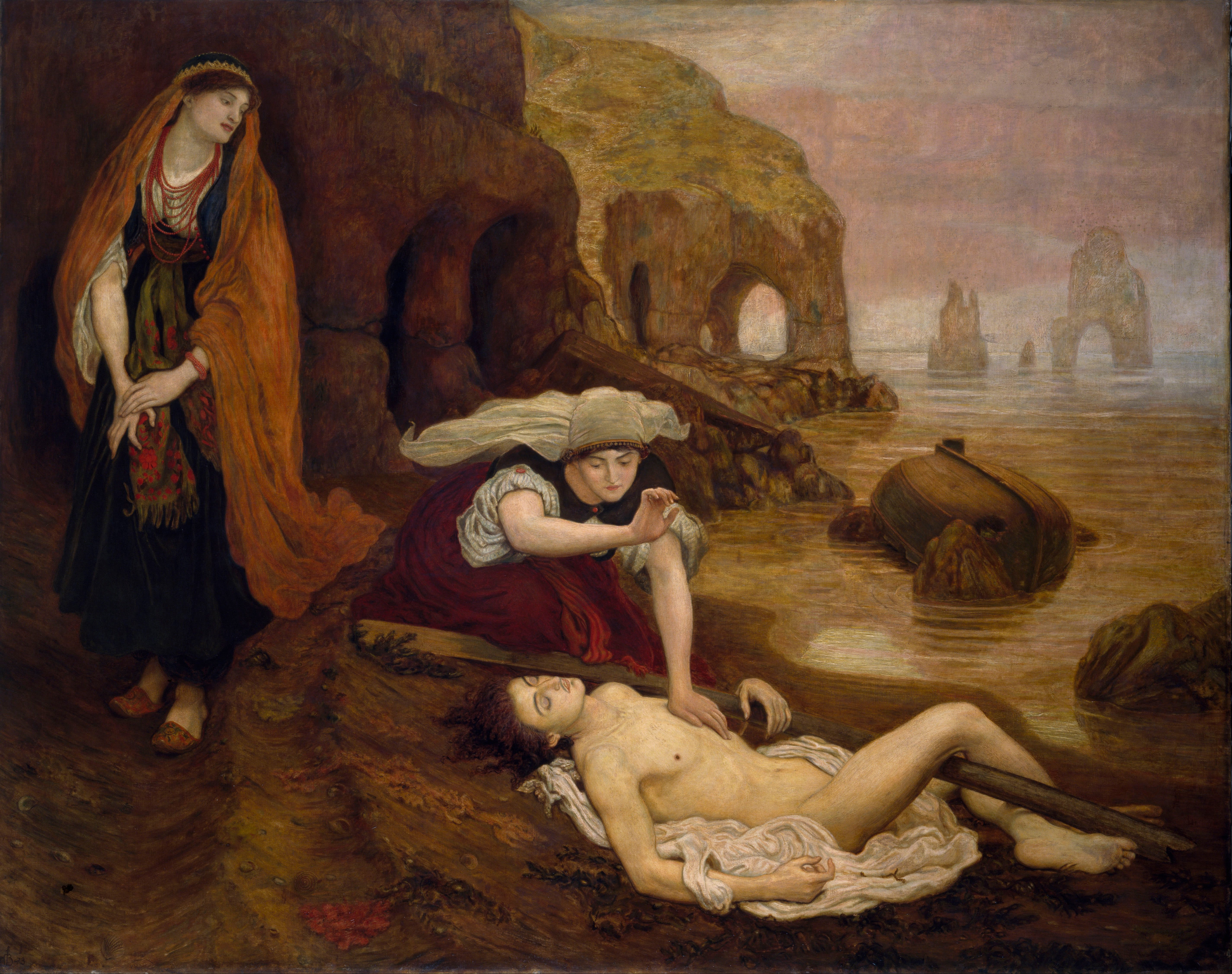
Форд Мэдокс Браун. Гайдэ находит Дон Жуана (1873)

Хотя первоосновой поэмы Байрона послужил сюжет о великом обольстителе, его герой чаще играет в событиях поэмы пассивную роль, не соблазняя сам, а оказываясь соблазнённым. В постель к многочисленным женщинам, первой из которых для 16-летнего Жуана становится опытная замужняя Джулия, его приводят то их собственная воля, то случай. Жуан остаётся пассивным протагонистом и в эпизодах, не связанных с женщинами; согласно трёхтомной «Энциклопедии романтической литературы», его единственным бескорыстно-отважным поступком за всю поэму становится спасение юной турчанки из штурмуемой крепости.
Байрон подвергает ироническому переосмыслению каноны «серьёзной» эпической поэзии с её героическим нарративом. Он отказывается от национально-героической морали, проповеди высоких ценностей, его герой — мятущийся человек, не хранящий верности никому и ничему на протяжении достаточно долгого времени. Одновременно поэма содержит сатирическую оценку современного — в особенности британского — общества. Это позволяет литературоведам называть «Дон Жуана» ироническим, сатирическим или пародийным эпосом. В долгих лирических отступлениях Байрон подвергает осмеянию и своих коллег — поэтов. Уже в посвящении, с которого начинается поэма (и которое при жизни автора обычно сокращалось, будучи полностью опубликовано только в 1830-е годы), содержатся яростные нападки на поэта-лауреата Роберта Саути, Вордсворта и С. Т. Колриджа — поэтов старшего поколения романтической школы, которые, по мнению сверстников Байрона, продали её идеалы. Октава — размер, в итальянской поэзии традиционно используемый для лёгких, юмористических тем — оказывается для Байрона идеальным размером, позволяющим находить оригинальные, неожиданные рифмы. В то же время поэма содержит и по-настоящему лиричные сцены, и картины чистой любви, и трагедии каннибализма и войны (штурм Измаила в восьмой песни).
Оценка «Дон Жуана» менялась от поколения к поколению. Так, в 1861 году Фрэнсис Палгрев, составлявший «Золотую сокровищницу английской поэзии», предпочёл включить в неё другое произведение Байрона — «Она идёт во всей красе» из «Еврейских мелодий». Критика 1960-х годов писала о «Дон Жуане» в понятиях брехтовского «эффекта отчуждения», в 1980-х годах акцентировалась «английская романтическая ирония», а в следующем десятилетии литературовед Джером Кристенсен настаивал, что сюжет поэмы полностью случаен и она сочинялась без какого-либо генерального плана.

## Рецепция в России
Пушкин считал первые две песни «Дон Жуана» лучше последующих.
Художественные открытия Байрона были им использованы при работе над собственным романом в стихах «Евгений Онегин». В мае 1825 года Рылеев писал Пушкину:
Как велик Байрон в следующих песнях «Дон-Жуана»! Сколько поразительных идей, какие чувства, какие краски. Тут Байрон вознёсся до невероятной степени: он стал тут и выше пороков и выше добродетелей.
Несмотря на высокую оценку «Дон Жуана» русскими поэтами, перевод произведения долгое время был невозможен по цензурным соображениям. Все зарубежные издания поэмы цензурный комитет тут же вносил в перечень книг, запрещённых к ввозу в Россию. 

### Переводы на русский язык
- Первый перевод Любича-Романовича (1847) отличался большими вольностями по отношению к оригиналу.
- В «Современнике» за 1865 и 1866 гг. публиковался полный стихотворный перевод, выполненный Д. Д. Минаевым.
- Полный перевод П. А. Козлова (1889) выполнен стихом, близким к оригиналу, и достаточно точен. Он был удостоен почётного отзыва Пушкинской премии и считался до революции образцовым. По характеристике К. Чуковского, «это был вполне корректный перевод, но до того худосочный, что русские люди, читая его, невольно представляли себе Байрона бесталанным сочинителем скучнейших стишков»[10].
- В 1919 году издательством «Всемирная литература» был задуман новый перевод, порученный Н. С. Гумилёву и Г. В. Адамовичу. Гумилёв перевёл пролог и первые 42 строфы I песни, Адамович довёл перевод до конца III песни. Однако арест и казнь Гумилёва по делу контрреволюционной организации Таганцева сорвали работу, поэтому в итоге вместо нового перевода в 1923 году был напечатан перевод Козлова, дополненный и переработанный М. Л. Лозинским[11][12].
- На протяжении пяти лет (до 1935 года) переводил «Дон Жуана» для издательства Academia знаменитый поэт Михаил Кузмин. Перевод этот получил негативные отзывы со стороны Д. Мирского и В. М. Жирмунского, после чего издательство отказалось от публикации, а работа Кузмина осталась неоплаченной[13][14].
- Перевод Георгия Шенгели (1947), отличающийся стремлением к максимальной точной передаче содержания оригинала, ради чего переводчик даже пошёл на замену пятистопной строки на более ёмкую шестистопную. Этот, по характеристике М. Л. Гаспарова, «очень точный, но тяжёлый и натужный» перевод вскоре после первого издания оказался ещё и под огнём идеологической критики в связи с недостаточно хвалебным образом полководца Суворова[15][11]. Не переиздавался до 2021 года, когда вошёл в специальный сборник «Художественно-филологический перевод 1920–1930-х годов»[16].
- Перевод Татьяны Гнедич вчерне был выполнен в тюремном заключении в 1945—1946 гг., после её возвращения из лагеря и длительной редактуры (совместно с Н. Я. Дьяконовой) издан в 1959 году и стал фактически стандартным. Его главным достоинством считается лёгкий изящный слог, поэтическое обаяние; при этом отмечается и ряд пропусков и упрощений, а также облагораживание образа Суворова и русских войск соответственно «генеральной линии»[17][18]. Комментарий Чуковского: «Воистину нечаянной радостью <…> явился для нас „Дон Жуан“ в переводе Татьяны Гнедич. Читаешь этот перевод после былых переводов, и кажется, будто из темного погреба, в котором ты изнывал от тоски, тебя вдруг выпустили на зелёный простор»[10].